# Hypoplectrus
Hypoplectrus is een geslacht van straalvinnige vissen uit de familie van zaag- of zeebaarzen (Serranidae).

## Soorten
- Hypoplectrus aberrans Poey, 1868
- Hypoplectrus castroaguirrei Del-Moral-Flores, Tello-Musi & Martínez-Pérez, 2012
- Hypoplectrus chlorurus Cuvier, 1828
- Hypoplectrus ecosur Victor, 2012
- Hypoplectrus floridae Victor, 2012
- Hypoplectrus gemma Goode & Bean, 1882
- Hypoplectrus gummigutta Poey, 1851
- Hypoplectrus guttavarius Poey, 1852
- Hypoplectrus indigo Poey, 1851 – Indigo hamletbaars
- Hypoplectrus maculiferus Poey, 1871
- Hypoplectrus maya Lobel, 2011
- Hypoplectrus nigricans Poey, 1852
- Hypoplectrus providencianus Acero & Garzón-Ferreira, 1994
- Hypoplectrus puella Cuvier, 1828
- Hypoplectrus randallorum Lobel, 2011
- Hypoplectrus unicolor Walbaum, 1792 – Gewone hamletbaars